# 1945 Wesselink
1945 Wesselink è un asteroide della fascia principale. Scoperto nel 1930, presenta un'orbita caratterizzata da un semiasse maggiore pari a 2,5543668 UA e da un'eccentricità di 0,1798682, inclinata di 4,21703° rispetto all'eclittica.
L'asteroide è dedicato all'astronomo olandese Adriaan Jan Wesselink.